# Urodasys elongatus
Urodasys elongatus is een buikharige uit de familie Macrodasyidae. Het dier komt uit het geslacht Urodasys. Urodasys elongatus werd in 1969 voor het eerst wetenschappelijk beschreven door Renaud-Mornant. 